# Талант (единица измерения)
Тала́нт (др.-греч. τάλαντον, лат. talentum) — единица массы и счётно-денежная единица, использовавшаяся в античные времена в Европе, Передней Азии и Северной Африке. Аккадский талант назывался «каккару», и он соответствует библейскому «киккар» כִּכָּר или сирийскому какра. Название происходит от семитского корня K-K-R, означающего "быть круглым", относящегося к круглым массам золота или серебра.
В Римской империи талант соответствовал массе воды, по объёму равной одной стандартной амфоре (то есть 1 кубическому римскому футу, или 26,027 литра).
Талант был наивысшей весовой единицей в таблице греческих мер (собственно слово τάλαντον означало «весы»; затем «груз»). Как определённая весовая единица, талант упоминается уже у Гомера, причём везде взвешиваемым предметом является золото. По выводам метрологов, масса таланта равнялась массе семитического шекеля (сигля, сикля), а именно тяжёлого золотого вавилонского шекеля, равного 16,8 кг. Гомеровские таланты производились в форме продолговатых круглых брусков, похожих на древнейшие золотые статеры. Кроме того, в гомеровское время были в обращении полуталанты массой в 8,4 кг.
Помимо гомеровского маловесного таланта, в ту же эпоху был известен талант, соответствовавший 26,2 кг. Впервые о нём упоминается в связи с победой сицилийских греков над карфагенянами при Гимере (480 до н. э.); затем у писателей до II века до н. э. он служит для обозначения весовой меры золотых предметов, которые давались в награду (венки) или посвящались в храмы. В зависимости от переменных обозначений драхмы или мины, по отношению к которым талант представлял кратную величину (талант делился на 60 мин, мина на 100 драхм, то есть в таланте было 6000 драхм), количественное определение таланта было весьма различно, тем более, что он употреблялся и как весовая, и как денежная единица.
Прототипом греческих талантов был вавилонский талант, имевший форму бронзового льва на подставке. Тяжёлый талант весил 60,4 кг, лёгкий царский талант — вдвое меньше. Шестидесятая часть мины весила столько же, сколько гомеровский талант (16,8 кг) и была основной наименьшей единицей, служившей для весового определения как благородных металлов, так и всех весомых предметов. Эта весовая единица служила также денежным знаком, причём 100 таких лёгких единиц (по 8,4 кг) или 50 тяжёлых составляли тяжёлую мину золота. В свою очередь, лёгкая мина делилась на 50 единиц или 100 половин. 3000 этих единиц, тяжёлых или лёгких, составляли тяжёлый или лёгкий талант золота. Таким образом, в вавилонской системе мер денежные знаки отделились от весовых, причём только 1/60 весовой мины или 1/50 часть мины золота были общими для обеих систем.
Ценность серебряных денежных знаков определялась отношением, которое было признано в древности за норму и по которому одна золотая монета приравнивалась к 10 равновесным серебряным. Впрочем, вследствие более высокой цены на золото вместо отношения 1:10 обычно встречалось отношение 1:131⁄3. По весу царский талант содержал 60 царских мин, или 72 мины золота, или 54 мины серебра. Отношение таланта золота к царскому таланту (по весу) было равно 5:6, таланта серебра к таланту золота 4:3, таланта серебра к царскому таланту — 10:9. Если выразить эти определения в современных мерах, то окажется, что тяжёлый талант золота весил 50,4 кг, тяжёлый талант серебра — 67,2 кг, лёгкие таланты весили вдвое меньше. У других восточных (семитических) народов обозначения таланта были приблизительно те же: так, финикийский талант (серебряный) равнялся 43,59 кг, еврейский весил 44,8 кг, персидский талант золотой весил 25,2 кг, серебряный — 33,65 кг, торговый — 30,24 кг. Древнейшая система весовых мер — эгинская, существование которой приурочивается уже к эпохе Ликурга и которая была принята в Спарте и в Аргосе (в начале VII века), — приближается к вавилонской системе: так, отношение эгинского статера к вавилонскому выражается отношением 27 к 25. Когда Солон ввёл новую систему мер веса и денежных знаков, эгинский талант остался в обращении в качестве торговой весовой меры (действительная величина его уменьшилась до 36,156 кг). Серебряный талант (аттический или евбейский) как денежная единица был приравнен к 26,196 кг. Со времени Александра Великого вес аттического таланта равнялся 25,902 кг.